# Bartolomé Rull
Bartolomé Rull (31. července 1691, Pollença – 19. února 1769, Malta) byl španělský římskokatolický duchovní, který sloužil jako biskup na Maltě.
Narodil se 31. července 1691 ve městě Pollença (španělsky Pollensa) v severní části ostrova Mallorca ve Španělsku.
6. března 1718 byl ve věku 26 let vysvěcen na kněze Suverénního vojenského a špitálního řádu sv. Jana Jeruzalémského. V říjnu 1757 byl Rull vybrán jako biskup Malty a k potvrzení došlo 19. prosince téhož roku. Biskupské svěcení provedl Domenico Zicari, arcibiskup italské diecéze Reggio Calabria, 7. května 1758 a spolusvětiteli byli Francesco Franco, biskup nicoterský, a Stefan Moràbito, biskup z Bovy. Poté byl Rull 27. června 1758 formálně instalován v katedrále svatého Pavla v Mdině. Jako maltský biskup založil mnoho kostelů a velké množství z nich také sám vysvětil. 28. dubna 1762 dal Rull povolení ke stavbě nového kostela v Tarxien zasvěceného jeho patronu sv. Bartoloměji a Panně Marii Dobré rady.
Biskup Bartolomé Rull zemřel po deseti letech biskupské služby na Maltě ve věku 77 let dne 19. února 1769.